# Filmografie van Mickey Mouse

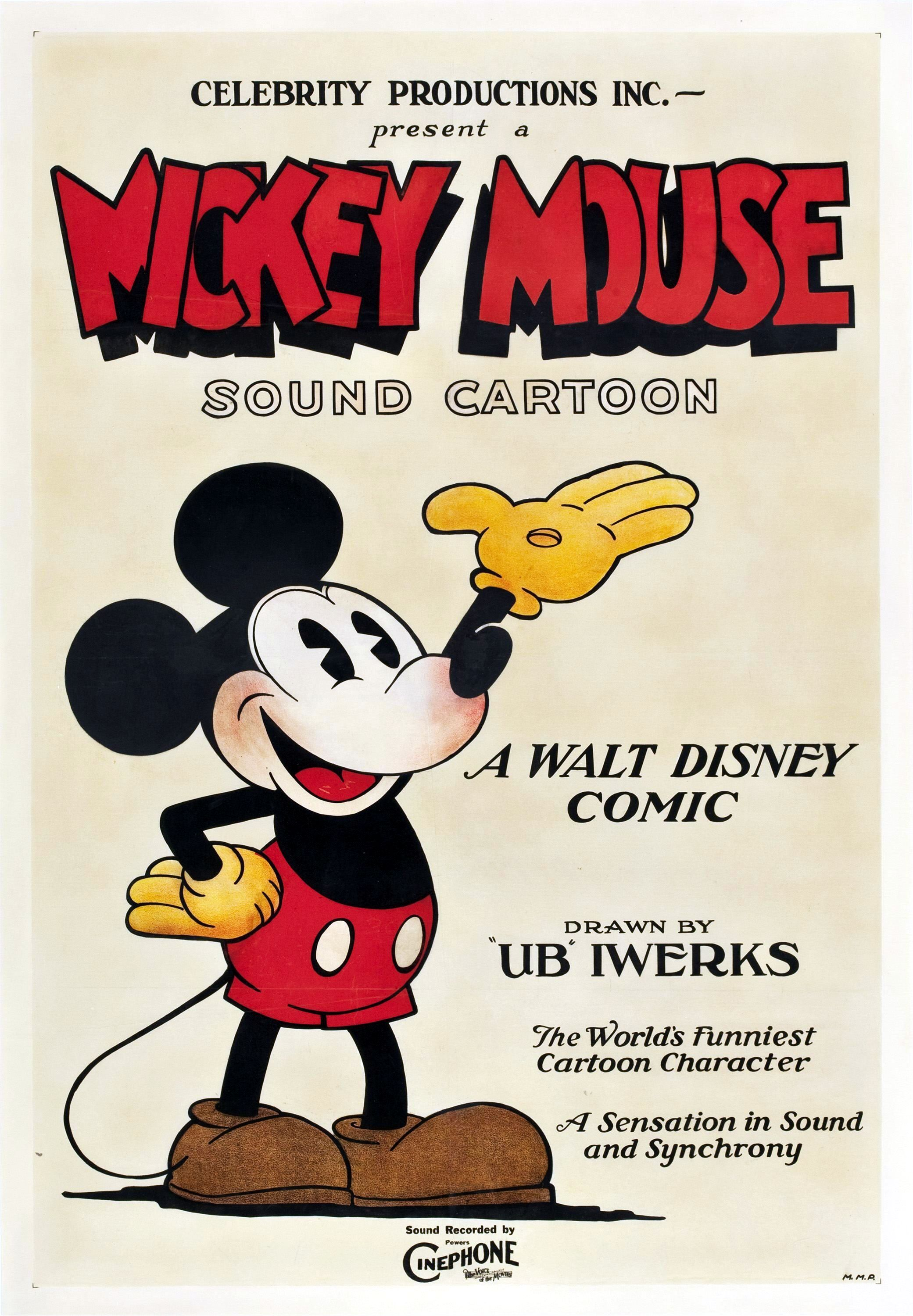

Mickey Mouse verscheen in veel Disneyfilms over de jaren heen vanaf 1928.

## Korte tekenfilms in zwart-wit

### Jaren 20

#### 1928
- Plane Crazy
- The Gallopin' Gaucho
- Steamboat Willie

#### 1929
- The Barn Dance
- The Opry House
- When the Cat's Away
- The Barnyard Battle
- The Plowboy
- The Karnival Kid
- Mickey's Foelies
- Mickey's Choo-Choo
- The Jazz Fool
- Jungle Rhythm
- The Haunted House
- Wild Waves

### Jaren 30

#### 1930
- Fiddlin' Around (ook bekend als Just Mickey
- The Barnyard Concert
- The Cactus Kid
- The Fire Fighters
- The Shindig
- The Chain Gang
- The Gorilla Mystery
- The Picnic
- Pioneer Days

#### 1931
- The Birthday Party
- Traffic Troubles
- The Castaway
- The Moose Hunt
- The Delivery Boy
- Mickey Steps Out
- Blue Rhythm
- Fishin' Around
- The Barnyard Broadcast
- The Beach Party
- Mickey Cuts Up
- Mickey's Orphans

#### 1932
- The Duck Hunt
- The Grocery Boy
- The Mad Dog
- Barnyard Olympics
- Mickey's Revue
- Musical Farmer
- Mickey in Arabia
- Mickey's Nightmare
- Trader Mickey
- The Whoopee Party
- Touchdown Mickey
- The Wayward Canary
- The Klondike Kid
- Mickey's Good Deed

#### 1933
- Building a Building
- The Mad Doctor
- Mickey's Pal Pluto
- Mickey's Mellerdrammer
- Ye Olden Days
- The Mail Pilot
- Mickey's Mechanical Man
- Mickey's Gala Premier
- Puppy Love
- The Steeplechase
- The Pet Store
- Giantland

#### 1934
- Shanghaied
- Camping Out
- Playful Pluto
- Gulliver Mickey
- Mickey's Steam Roller
- Orphan's Benefit
- Mickey Plays Papa
- The Dognapper
- Two-Gun Mickey

#### 1935
- Mickey's Man Friday
- Mickey's Service Station
- Mickey's Kangaroo

## Korte tekenfilms in in kleur

### Jaren 30

#### 1935
- The Band Concert
- Mickey's Garden
- Mickey's Fire Brigade
- Pluto's Judgement Day
- On Ice

#### 1936
- Mickey's Polo Team
- Orphans' Picnic
- Mickey's Grand Opera
- Thru the Mirror
- Mickey's Rival
- Moving Day
- Alpine Climbers
- Mickey's Circus
- Mickey's Elephant

#### 1937
- The Worm Turns
- Magician Mickey
- Moose Hunters
- Mickey's Amateurs
- Hawaiian Holiday
- Clock Cleaners
- Lonesome Ghosts

#### 1938
- Boat Builders
- Mickey's Trailer
- The Whalers
- Mickey's Parrot
- Brave Little Tailor

#### 1939
- Society Dog Show
- The Pointer
- Mickey's Surprise Party

### Jaren 40
1940
- Tugboat Mickey
- Pluto's Dream House
- Mr. Mouse Takes a Trip

1941
- The Little Whirlwind
- A Gentleman's Gentleman
- Canine Caddy
- The Nifty Nineties
- Orphan's Benefit
- Lend a Paw

1942
- Mickey's Birthday Party
- Symphony Hour

1943
- Pluto and the Armadillo

1946
- Squatter's Rights

1947
- Mickey's Delayed Date

1948
- Mickey Down Under
- Mickey and the Seal

### Jaren 50
1951
- Plutopia
- R'coon Dawg

1952
- Pluto's Party
- Pluto's Christmas Tree

1953
- The Simple Things

### Tekenfilms sinds de jaren 80
1983
- Mickey's Christmas Carol

1990
- The Prince and the Pauper

1995
- Runaway Brain

2013
- Get a Horse!

2023
- Once Upon a Studio

## Rollen in een lange animatiefilm
- 1940: Fantasia (in: The Sorcerer's Apprentice)
- 1947: Vrij en Vrolijk (in: Mickey and the Beanstalk)
- 1988: Who Framed Roger Rabbit (cameo)
- 1999: Fantasia 2000 (in: The Sorcerer's Apprentice)
- 1999: Mickey's Once Upon a Christmas (direct-naar-video anthologiefilm)
- 2002: Mickey's House of Villains (direct-naar-video)
- 2004: Mickey's Twice Upon a Christmas (direct-naar-video anthologiefilm)
- 2004: Mickey, Donald and Goofy: The Three Musketeers

## Televisieseries
- The Mickey Mouse Club (1955-1996)
- Mickey Mouse Works (1999-2000)
- Mickey's Club (2001-2003)
- Mickey Mouse Clubhouse (2006-2016)
- Mickey Mouse Shorts (2013-2019)
- Mickey and the Roadster Racers (ook bekend als Mickey Mouse Mixed-Up Adventures, 2017-2021)